# تيري إيمز
تيري إيمز (بالإنجليزية: Terry Eames)‏ هو لاعب كرة قدم ومدرب كرة قدم بريطاني، ولد في 13 أكتوبر 1957 في كيننجتون في المملكة المتحدة. لعب مع دولويتش هاملت وكريستال بالاس ونادي ويمبلدون.